# Doodle Jump
Doodle Jump – gra komputerowa wydana przez Lima Sky 27 marca 2009 roku. W Stanach Zjednoczonych, Niemczech, Austrii, Francji i Hiszpanii była najczęściej ściąganą aplikacją. W czerwcu 2010 roku Doodle Jump dostał odznaczenie Apple Design Award.

## Cel
Celem gry jest skakanie żółto-zielonym stworkiem po różnych platformach oraz pokonywanie potworów, w celu osiągnięcia jak najwyższego wyniku. Gdy stworek (zwany Doodler) nie trafi na platformę, spada. Platformy znajdujące się poza ekranem znikają.